# Mulvane, Kansas
Mulvane, Kansas (енгл. Mulvane) град је у америчкој савезној држави Канзас.

## Демографија
По попису из 2010. године број становника је 6.111, што је 956 (18,5%) становника више него 2000. године.
| Група             | 2000.         | 2010.         |
| Белци             | 4.880 (94,7%) | 5.606 (91,7%) |
| Афроамериканци    | 9 (0,2%)      | 35 (0,6%)     |
| Азијати           | 15 (0,3%)     | 50 (0,8%)     |
| Хиспаноамериканци | 133 (2,6%)    | 213 (3,5%)    |
| Укупно            | 5.155         | 6.111         |